# Unione Sportiva Salernitana 1967-1968
Questa pagina raccoglie i dati riguardanti l'Unione Sportiva Salernitana nelle competizioni ufficiali della stagione 1967-1968.

## Stagione
La Salernitana torna in serie C, con un nuovo commissario alla dirigenza: si tratta di Giuseppe Tedesco che era il legale dell'ex commissario straordinario Gagliardi. In panchina c'è Rinaldo Settembrino originario di Salerno ed ex calciatore della Salernitana. I granata hanno una squadra quasi totalmente nuova rispetto all'ano scorso, con tanti giovani per risparmiare, poiché la situazione finanziaria del club è precaria. La stagione si concluse al quinto posto.

## Divise
La maglia della Salernitana 1967-1968.
| Casa |

## Organigramma societario
Fonte
Area direttiva
- Commissario straordinario: Giuseppe Tedesco
- Segretario: Mario Lupo

Area tecnica
- Allenatore: Rinaldo Settembrino
- Allenatore in seconda: Mario Saracino
- Magazziniere: Pasquale Sammarco

Area sanitaria
- Medico Sociale: William Rossi
- Massaggiatore: Bruno Carmando

## Rosa
Fonte
| N. |                   | Ruolo | Calciatore          |
| -- | ----------------- | ----- | ------------------- |
|    | Italia (bandiera) | P     | Franco Barba        |
|    | Italia (bandiera) | P     | Gianfranco Gargiulo |
|    | Italia (bandiera) | P     | Pierluigi Giunti    |
|    | Italia (bandiera) | P     | Sergio Zanolli      |
|    | Italia (bandiera) | D     | Enrico Alberti      |
|    | Italia (bandiera) | D     | Gennaro Ferrante    |
|    | Italia (bandiera) | D     | Mauro Matteucci     |
|    | Italia (bandiera) | D     | Gino Pigozzi        |
|    | Italia (bandiera) | D     | Franco Rosati       |
|    | Italia (bandiera) | D     | Matteo Santucci     |
|    | Italia (bandiera) | C     | Giuliano Ciravegna  |
|    | Italia (bandiera) | C     | Franco Dianti       |

| N. |                   | Ruolo | Calciatore         |
| -- | ----------------- | ----- | ------------------ |
|    | Italia (bandiera) | C     | Guerino Diomede    |
|    | Italia (bandiera) | C     | Luciano Pacco      |
|    | Italia (bandiera) | C     | Andrea Valdinoci   |
|    | Italia (bandiera) | C     | Giovanni Savastano |
|    | Italia (bandiera) | C     | Giovanni Scala     |
|    | Italia (bandiera) | C     | Giovanni Scotti    |
|    | Italia (bandiera) | A     | Luigi Alpini       |
|    | Italia (bandiera) | A     | Giovanni Bolzoni   |
|    | Italia (bandiera) | A     | Pasquale Cardella  |
|    | Italia (bandiera) | A     | Antonio De Simone  |
|    | Italia (bandiera) | A     | Renato Ronconi     |
|    | Italia (bandiera) | A     | Domenico Teofilo   |

## Risultati

### Serie C

#### Girone di andata
| Salerno 17 settembre 1967 1ª giornata         | Salernitana | 1 – 0 referto | Barletta | Stadio Donato Vestuti |
| \| \| \| \| \| Ronconi 76’ \| Marcatori \| \| |             |               |          |                       |
|                                               |             |               |          |                       |
| Ronconi 76’                                   | Marcatori   |               |          |                       |

| Salerno 24 settembre 1967 2ª giornata                      | Salernitana | 1 – 1 referto | Casertana | Stadio Donato Vestuti |
| \| \| \| \| \| Ronconi 90+1’ \| Marcatori \| 58’ Scarpa \| |             |               |           |                       |
|                                                            |             |               |           |                       |
| Ronconi 90+1’                                              | Marcatori   | 58’ Scarpa    |           |                       |

| Siracusa 1º ottobre 1967 3ª giornata                                                         | Siracusa  | 4 – 0 referto | Salernitana | Stadio Comunale |
| \| \| \| \| \| Degli Innocenti 12’ (rig.) Testa 49’ Russo 63’ Peretta 87’ \| Marcatori \| \| |           |               |             |                 |
|                                                                                              |           |               |             |                 |
| Degli Innocenti 12’ (rig.) Testa 49’ Russo 63’ Peretta 87’                                   | Marcatori |               |             |                 |

| Catania 8 ottobre 1967 4ª giornata                                      | Massiminiana | 1 – 2 referto    | Salernitana | Stadio Cibali |
| \| \| \| \| \| Polizzo 90+2’ (rig.) \| Marcatori \| 69’, 81’ Bolzoni \| |              |                  |             |               |
|                                                                         |              |                  |             |               |
| Polizzo 90+2’ (rig.)                                                    | Marcatori    | 69’, 81’ Bolzoni |             |               |

| Salerno 15 ottobre 1967 5ª giornata           | Salernitana | 1 – 0 referto | Chieti | Stadio Donato Vestuti |
| \| \| \| \| \| Bolzoni 55’ \| Marcatori \| \| |             |               |        |                       |
|                                               |             |               |        |                       |
| Bolzoni 55’                                   | Marcatori   |               |        |                       |

| Lecce 22 ottobre 1967 6ª giornata | Lecce | 0 – 0 referto | Salernitana | Stadio Via del Mare |

| Crotone 29 ottobre 1967 7ª giornata                        | Crotone   | 2 – 0 referto | Salernitana | Stadio Ezio Scida |
| \| \| \| \| \| De Giuliani 36’ Rasi 77’ \| Marcatori \| \| |           |               |             |                   |
|                                                            |           |               |             |                   |
| De Giuliani 36’ Rasi 77’                                   | Marcatori |               |             |                   |

| 5 novembre 1967 8ª giornata |  | – Turno di riposo |  |  |

| Salerno 12 novembre 1967 9ª giornata | Salernitana | 0 – 0 referto | L'Aquila | Stadio Donato Vestuti |

| Salerno 19 novembre 1967 10ª giornata                                                                      | Salernitana | 3 – 3 referto                         | Nardò | Stadio Donato Vestuti |
| \| \| \| \| \| Ronconi 2’ Pigozzi 43’ Bolzoni 44’ \| Marcatori \| 25’ Dal Molin 38’ Gilioli 69’ Menotti \| |             |                                       |       |                       |
| |             |                                       |       |                       |
| Ronconi 2’ Pigozzi 43’ Bolzoni 44’                                                                         | Marcatori   | 25’ Dal Molin 38’ Gilioli 69’ Menotti |       |                       |

| Napoli 26 novembre 1967 11ª giornata                        | Internapoli | 0 – 2 referto             | Salernitana |  |
| \| \| \| \| \| \| Marcatori \| 46’ Valdinoci 80’ Bolzoni \| |             |                           |             |  |
|                                                             |             |                           |             |  |
|                                                             | Marcatori   | 46’ Valdinoci 80’ Bolzoni |             |  |

| Salerno 3 dicembre 1967 12ª giornata                           | Salernitana | 2 – 0 referto | Cosenza | Stadio Donato Vestuti |
| \| \| \| \| \| Ronconi 69’ Pacco 84’ (rig.) \| Marcatori \| \| |             |               |         |                       |
|                                                                |             |               |         |                       |
| Ronconi 69’ Pacco 84’ (rig.)                                   | Marcatori   |               |         |                       |

| Pescara 10 dicembre 1967 13ª giornata                      | Pescara   | 2 – 0 referto | Salernitana | Stadio Adriatico |
| \| \| \| \| \| Ciocca 48’ Cavallito 63’ \| Marcatori \| \| |           |               |             |                  |
|                                                            |           |               |             |                  |
| Ciocca 48’ Cavallito 63’                                   | Marcatori |               |             |                  |

| Salerno 17 dicembre 1967 14ª giornata                     | Salernitana | 1 – 1 referto | Akragas | Stadio Donato Vestuti |
| \| \| \| \| \| Dianti 15’ \| Marcatori \| 62’ Gavagnin \| |             |               |         |                       |
|                                                           |             |               |         |                       |
| Dianti 15’                                                | Marcatori   | 62’ Gavagnin  |         |                       |

| Trani 24 dicembre 1967 15ª giornata | Trani | 0 – 2 A tavolino referto | Salernitana | Stadio Comunale |

| Salerno 7 gennaio 1968 16ª giornata | Salernitana | 0 – 0 referto | Taranto | Stadio Donato Vestuti |

| Salerno 14 gennaio 1968 17ª giornata       | Salernitana | 1 – 0 referto | Trapani | Stadio Donato Vestuti |
| \| \| \| \| \| Scala 8’ \| Marcatori \| \| |             |               |         |                       |
|                                            |             |               |         |                       |
| Scala 8’                                   | Marcatori   |               |         |                       |

| Avellino 21 gennaio 1968 18ª giornata             | Avellino  | 1 – 0 referto | Salernitana | Campo di Piazza d'Armi |
| \| \| \| \| \| Ghio 15’ (rig.) \| Marcatori \| \| |           |               |             |                        |
|                                                   |           |               |             |                        |
| Ghio 15’ (rig.)                                   | Marcatori |               |             |                        |

| Terni 28 gennaio 1968 19ª giornata                                    | Ternana   | 2 – 1 referto | Salernitana | Stadio Viale Brin |
| \| \| \| \| \| Veronese 23’ Marinai 81’ \| Marcatori \| 76’ Dianti \| |           |               |             |                   |
|                                                                       |           |               |             |                   |
| Veronese 23’ Marinai 81’                                              | Marcatori | 76’ Dianti    |             |                   |

#### Girone di ritorno
| Barletta 4 febbraio 1968 20ª giornata        | Barletta  | 1 – 0 referto | Salernitana | Stadio Lello Simeone |
| \| \| \| \| \| Taluzzi 6’ \| Marcatori \| \| |           |               |             |                      |
|                                              |           |               |             |                      |
| Taluzzi 6’                                   | Marcatori |               |             |                      |

| Caserta 11 febbraio 1968 21ª giornata           | Casertana | 1 – 0 referto | Salernitana | Stadio Alberto Pinto |
| \| \| \| \| \| Cavazzoni 60’ \| Marcatori \| \| |           |               |             |                      |
|                                                 |           |               |             |                      |
| Cavazzoni 60’                                   | Marcatori |               |             |                      |

| Salerno 18 febbraio 1968 22ª giornata         | Salernitana | 1 – 0 referto | Siracusa | Stadio Donato Vestuti |
| \| \| \| \| \| Ronconi 16’ \| Marcatori \| \| |             |               |          |                       |
|                                               |             |               |          |                       |
| Ronconi 16’                                   | Marcatori   |               |          |                       |

| Salerno 25 febbraio 1968 23ª giornata                                | Salernitana | 2 – 1 referto | Massiminiana | Stadio Donato Vestuti |
| \| \| \| \| \| Matteucci 58’ Bolzoni 68’ \| Marcatori \| 60’ Toma \| |             |               |              |                       |
|                                                                      |             |               |              |                       |
| Matteucci 58’ Bolzoni 68’                                            | Marcatori   | 60’ Toma      |              |                       |

| Chieti 3 marzo 1968 24ª giornata                         | Chieti    | 1 – 1 referto | Salernitana | Stadio della Civitella |
| \| \| \| \| \| Galati 41’ \| Marcatori \| 20’ Bolzoni \| |           |               |             |                        |
|                                                          |           |               |             |                        |
| Galati 41’                                               | Marcatori | 20’ Bolzoni   |             |                        |

| Salerno 10 marzo 1968 25ª giornata           | Salernitana | 1 – 0 referto | Lecce | Stadio Donato Vestuti |
| \| \| \| \| \| Alpini 82’ \| Marcatori \| \| |             |               |       |                       |
|                                              |             |               |       |                       |
| Alpini 82’                                   | Marcatori   |               |       |                       |

| Salerno 17 marzo 1968 26ª giornata           | Salernitana | 1 – 0 referto | Crotone | Stadio Donato Vestuti |
| \| \| \| \| \| Dianti 29’ \| Marcatori \| \| |             |               |         |                       |
|                                              |             |               |         |                       |
| Dianti 29’                                   | Marcatori   |               |         |                       |

| 24 marzo 1968 27ª giornata |  | – Turno di riposo |  |  |

| L'Aquila 31 marzo 1968 28ª giornata         | L'Aquila  | 0 – 1 referto | Salernitana | Stadio Tommaso Fattori |
| \| \| \| \| \| \| Marcatori \| 18’ Pacco \| |           |               |             |                        |
|                                             |           |               |             |                        |
|                                             | Marcatori | 18’ Pacco     |             |                        |

| Nardò 7 aprile 1968 29ª giornata | Nardò | 0 – 0 referto | Salernitana | Stadio Granata |

| Salerno 14 aprile 1968 30ª giornata                           | Salernitana | 1 – 1 referto | Internapoli | Stadio Donato Vestuti |
| \| \| \| \| \| Matteucci 77’ \| Marcatori \| 28’ Schettino \| |             |               |             |                       |
|                                                               |             |               |             |                       |
| Matteucci 77’                                                 | Marcatori   | 28’ Schettino |             |                       |

| Cosenza 28 aprile 1968 31ª giornata                                                | Cosenza   | 2 – 2 referto               | Salernitana | Stadio San Vito |
| \| \| \| \| \| Dionisi 43’ Lodi 55’ \| Marcatori \| 66’ (rig.) Pacco 67’ Scotti \| |           |                             |             |                 |
|                                                                                    |           |                             |             |                 |
| Dionisi 43’ Lodi 55’                                                               | Marcatori | 66’ (rig.) Pacco 67’ Scotti |             |                 |

| Salerno 5 maggio 1968 32ª giornata           | Salernitana | 1 – 0 referto | Pescara | Stadio Donato Vestuti |
| \| \| \| \| \| Scotti 53’ \| Marcatori \| \| |             |               |         |                       |
|                                              |             |               |         |                       |
| Scotti 53’                                   | Marcatori   |               |         |                       |

| Agrigento 12 maggio 1968 33ª giornata | Akragas | 0 – 2 A tavolino referto | Salernitana | Stadio Esseneto |

| Salerno 26 maggio 1968 34ª giornata                    | Salernitana | 1 – 1 referto | Trani | Stadio Donato Vestuti |
| \| \| \| \| \| Dianti 26’ \| Marcatori \| 90’ Basso \| |             |               |       |                       |
|                                                        |             |               |       |                       |
| Dianti 26’                                             | Marcatori   | 90’ Basso     |       |                       |

| Taranto 2 giugno 1968 35ª giornata              | Taranto   | 1 – 0 referto | Salernitana | Stadio Erasmo Iacovone |
| \| \| \| \| \| Napoleoni 51’ \| Marcatori \| \| |           |               |             |                        |
|                                                 |           |               |             |                        |
| Napoleoni 51’                                   | Marcatori |               |             |                        |

| Trapani 9 giugno 1968 36ª giornata               | Trapani   | 1 – 0 referto | Salernitana | Stadio Polisportivo Provinciale |
| \| \| \| \| \| Pellizzari 64’ \| Marcatori \| \| |           |               |             |                                 |
|                                                  |           |               |             |                                 |
| Pellizzari 64’                                   | Marcatori |               |             |                                 |

| Salerno 16 giugno 1968 37ª giornata                      | Salernitana | 1 – 1 referto | Avellino | Stadio Donato Vestuti |
| \| \| \| \| \| Bolzoni 56’ \| Marcatori \| 69’ Cesero \| |             |               |          |                       |
|                                                          |             |               |          |                       |
| Bolzoni 56’                                              | Marcatori   | 69’ Cesero    |          |                       |

| Salerno 23 giugno 1968 38ª giornata | Salernitana | 0 – 0 referto | Ternana | Stadio Donato Vestuti |

## Statistiche

### Statistiche di squadra
| Competizione | Punti | In casa | In casa | In casa | In casa | In casa | In casa | In trasferta | In trasferta | In trasferta | In trasferta | In trasferta | In trasferta | Totale | Totale | Totale | Totale | Totale | Totale | DR |
| Competizione | Punti | G       | V       | N       | P       | Gf      | Gs      | G            | V            | N            | P            | Gf           | Gs           | G      | V      | N      | P      | Gf     | Gs     | DR |
| ------------ | ----- | ------- | ------- | ------- | ------- | ------- | ------- | ------------ | ------------ | ------------ | ------------ | ------------ | ------------ | ------ | ------ | ------ | ------ | ------ | ------ | -- |
| Serie C      | 41    | 18      | 9       | 9       | 0       | 19      | 9       | 18           | 5            | 4            | 9            | 13           | 19           | 36     | 14     | 13     | 9      | 32     | 28     | +4 |

### Andamento in campionato
| Giornata  | 1 | 2 | 3 | 4 | 5 | 6 | 7 | 8 | 9 | 10 | 11 | 12 | 13 | 14 | 15 | 16 | 17 | 18 | 19 | 20 | 21 | 22 | 23 | 24 | 25 | 26 | 27 | 28 | 29 | 30 | 31 | 32 | 33 | 34 | 35 | 36 | 37 | 38 |
| --------- | - | - | - | - | - | - | - | - | - | -- | -- | -- | -- | -- | -- | -- | -- | -- | -- | -- | -- | -- | -- | -- | -- | -- | -- | -- | -- | -- | -- | -- | -- | -- | -- | -- | -- | -- |
| Luogo     | C | C | T | T | C | T | T | R | C | C  | T  | C  | T  | C  | T  | C  | C  | T  | T  | T  | T  | C  | C  | T  | C  | C  | R  | T  | T  | C  | T  | C  | T  | C  | T  | T  | C  | C  |
| Risultato | V | N | P | V | V | N | P | - | N | N  | V  | V  | P  | N  | V  | N  | V  | P  | P  | P  | P  | V  | V  | N  | V  | V  | -  | V  | N  | N  | N  | V  | V  | N  | P  | P  | N  | N  |

Legenda:

Luogo: C = Casa; T = Trasferta. Risultato: V = Vittoria; N = Pareggio; P = Sconfitta.
- = Turno di riposo.

### Statistiche dei giocatori
Fonte
| Giocatore    | Serie C  | Serie C | Serie C     | Serie C    |
| Giocatore    | Presenze | Reti    | Ammonizioni | Espulsioni |
| ------------ | -------- | ------- | ----------- | ---------- |
| E. Alberti   | 24       | 0       | ?           | ?          |
| L. Alpini    | 11       | 1       | ?           | ?          |
| F. Barba     | 5        | -3      | ?           | ?          |
| G. Bolzoni   | 32       | 8       | ?           | ?          |
| P. Cardella  | 2        | 0       | ?           | ?          |
| G. Ciravegna | 23       | 0       | ?           | ?          |
| A. De Simone | 25       | 27      | ?           | ?          |
| F. Dianti    | 32       | 4       | ?           | ?          |
| G. Diomede   | 30       | 0       | ?           | ?          |
| G. Ferrante  | 21       | 0       | ?           | ?          |
| G. Gargiulo  | 0        | -0      | 0           | 0          |
| P. Giunti    | 30       | -22     | ?           | ?          |
| M. Matteucci | 31       | 2       | ?           | ?          |
| L. Pacco     | 35       | 3       | ?           | ?          |
| G. Pigozzi   | 27       | 1       | ?           | ?          |
| R. Ronconi   | 29       | 5       | ?           | ?          |
| F. Rosati    | 19       | 0       | ?           | ?          |
| M. Santucci  | 1        | 0       | ?           | ?          |
| G. Savastano | 2        | 0       | ?           | ?          |
| G. Scala     | 5        | 1       | ?           | ?          |
| G. Scotti    | 9        | 2       | ?           | ?          |
| D. Teofilo   | 2        | 0       | ?           | ?          |
| A. Valdinoci | 16       | 1       | ?           | ?          |
| S. Zanolli   | 2        | -3      | ?           | ?          |

## Giovanili

### Organigramma
Fonte
- Allenatore Berretti: Mario Saracino

### Piazzamenti
- Berretti:
  - Campionato: ?